# Hemerobius vnipunctatus
Hemerobius vnipunctatus là một loài côn trùng trong họ Hemerobiidae thuộc bộ Neuroptera. Loài này được Müller miêu tả năm 1764.